# Johanna Slagter-Dingsdag
Johanna Slagter-Dingsdag  (Amsterdam, 24 september 1908 – Auschwitz, 28 februari 1945) was een Nederlandse verzetsstrijdster tijdens de Tweede Wereldoorlog.

## Leven en werk
Slagter was van Joodse afkomst en een dochter van de Amsterdamse diamantslijper Salomon Dingsdag (1889-1944) en Saartje Bos. Haar vader was communist en ook Johanna was lid van de CPN, ze was bovendien actief in het Vrije Jeugd Verbond. Ze werd kantoorbediende en trouwde in 1928 met de slager Joseph (Jos) Slagter (1907-1977). Uit dit huwelijk werden vier kinderen geboren, onder wie de keramiste Gerda Roodenburg-Slagter.
Tijdens de oorlog was Johanna Slagter betrokken bij het verzet en actief voor de luisterpost van de communistische verzetskrant De Waarheid. In maart 1944 werd het echtpaar Slagter opgepakt en afgevoerd naar Auschwitz. Toen het kamp in januari 1945 werd bevrijd waren ze beiden nog in leven. Johanna Slagter was te verzwakt en overleed een maand later, op 36-jarige leeftijd. Haar man keerde terug naar Amsterdam en was jarenlang voorzitter van het Nederlands Auschwitz Comité.

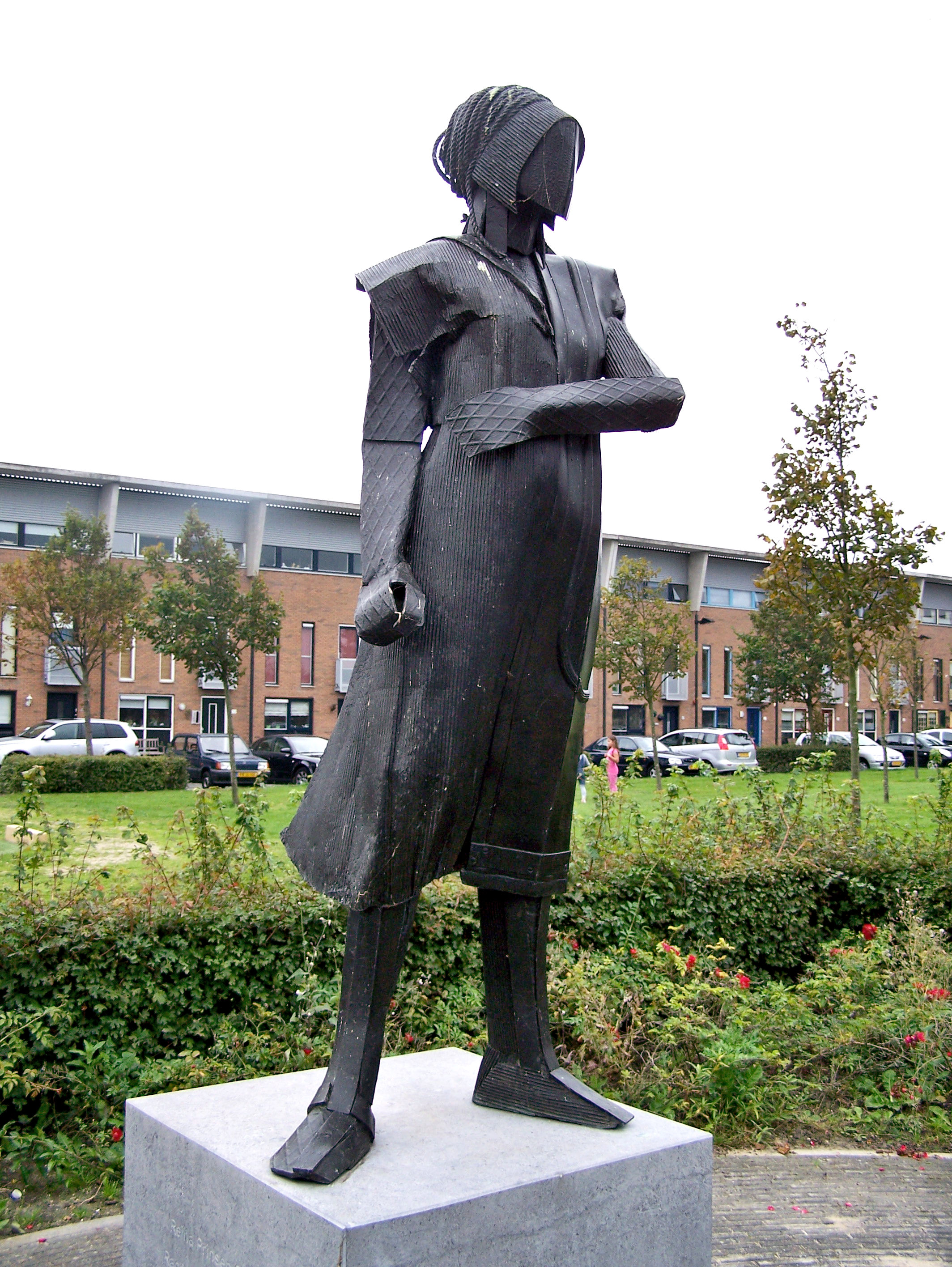
Herdenkingsmonument Vrouwen uit het verzet

## Eerbetoon
In 1985 werden in opdracht van de Universiteit van Amsterdam door het Vrouwen Kunst Kollektief 21 vrouwenportretten geschilderd. Gerda Roodenburg schilderde hiervoor het portret van haar moeder. Johanna Slagter-Dingsdag is een van de verzetsvrouwen die eind 20e eeuw werden vernoemd bij de straatnaamgeving in een nieuwe wijk van Heerhugowaard. Haar naam wordt ook vermeld op het herdenkingsmonument Vrouwen uit het verzet (1999) ter plaatse, dat werd gemaakt door Elly Baltus.